# Елгін (округ Кершо, Південна Кароліна)
Елгін (англ. Elgin) — місто (англ. town) в США, в окрузі Кершо штату Південна Кароліна. Населення — 1634 особи (2020).

## Географія
Елгін розташований за координатами 34°10′13″ пн. ш. 80°47′35″ зх. д. / 34.17028° пн. ш. 80.79306° зх. д. (34.170226, -80.793000).  За даними Бюро перепису населення США в 2010 році місто мало площу 2,74 км², уся площа — суходіл.

## Демографія
Згідно з переписом 2010 року, у місті мешкало 1311 осіб у 484 домогосподарствах у складі 375 родин. Густота населення становила 478 осіб/км².  Було 521 помешкання (190/км²).
Расовий склад населення:
| - 83,5 % — білих - 11,1 % — чорних або афроамериканців - 0,5 % — корінних американців - 0,2 % — азіатів - 2,4 % — осіб інших рас |

До двох чи більше рас належало 2,2 %. Частка іспаномовних становила 5,9 % від усіх жителів.
За віковим діапазоном населення розподілялося таким чином: 28,1 % — особи молодші 18 років, 62,7 % — особи у віці 18—64 років, 9,2 % — особи у віці 65 років та старші. Медіана віку мешканця становила 36,8 року. На 100 осіб жіночої статі у місті припадало 94,8 чоловіків;  на 100 жінок у віці від 18 років та старших — 90,9 чоловіків також старших 18 років.
Середній дохід на одне домашнє господарство  становив 65 004 долари США (медіана — 57 500), а середній дохід на одну сім'ю — 73 780 доларів (медіана — 66 641). Медіана доходів становила 50 375 доларів для чоловіків та 32 195 доларів для жінок. За межею бідності перебувало 12,1 % осіб, у тому числі 19,1 % дітей у віці до 18 років та 4,1 % осіб у віці 65 років та старших.
Цивільне працевлаштоване населення становило 709 осіб. Основні галузі зайнятості: освіта, охорона здоров'я та соціальна допомога — 21,2 %, будівництво — 16,8 %, фінанси, страхування та нерухомість — 12,4 %, виробництво — 10,4 %.